# Champagnac, Cantal

Champagnac este o comună în departamentul Cantal, Franța. În 1 ianuarie 2022 avea o populație de 1.023 de locuitori.